# フランケンシュタインを題材とした舞台作品の一覧
小説『フランケンシュタイン』を題材とした、舞台上演された主要な演劇作品の一覧。

## 海外での上演
- ヤング・フランケンシュタイン（英語版） - 2007年 メル・ブルックスの映画『ヤング・フランケンシュタイン』のメル・ブルックスによるミュージカル化作品。
- フランケンシュタイン（英語版） - 2011年 ロイヤル・ナショナル・シアター制作の劇化作品。（日本ではNT Liveとしてフィルム版が東宝の映画館で上映された）
- フランケンシュタイン（韓国版）（原題：프랑켄슈타인 ） - 2014年に韓国で制作され、「忠武アートホール」で上演されたミュージカル作品。制作は「ワン・ヨンボム プロダクション」、脚本・歌詞はワン・ヨンボム、音楽はイ・ソンジュン。

## 日本での上演
- フランケンシュタイン（2013年） - 2011年にイギリス・ロイヤル・ナショナル・シアターが制作した作品を元にした日本語版[詳細 1]。
- ミュージカル『ヤングフランケンシュタイン』（2017年） - メル・ブルックス版のミュージカルをもとにした作品[詳細 2]。
- 演劇企画集団THE・ガジラ『フランケンシュタイン-あるいは現代のプロメテウス』（2018年） - 演劇企画集団THE・ガジラによる舞台[詳細 3]。
- ミュージカル『フランケンシュタイン』 - 2014年に韓国で制作された作品を元にしたミュージカル。2017年[詳細 4]、2020年に上演[詳細 5]。2025年4月から5月に上演[詳細 6]。
- ロロ『Every Body feat. フランケンシュタイン』（2021年） - 劇団「ロロ」による舞台[詳細 7]。
- フランケンシュタイン-cry for the moon-（2022年）[詳細 8]

### 詳細
1. ↑  2013年11月16日から12月10日まで東京グローブ座で上演された。演出は鈴木裕美、上演台本は倉持裕、音楽はSUGIZOが担当[1]。主演の東山紀之・坂本昌行の2人が「クリーチャー（フランケンシュタインの怪物）」と「フランケンシュタイン博士」を入れ替わるように交互に演じた。
2. ↑  ミュージカル『ヤングフランケンシュタイン』が2017年8月11日から9月3日まで東京国際フォーラム ホールC、9月7日から10日までオリックス劇場で上演された。演出・上演台本は福田雄一、主演は小栗旬[2]。
  - キャスト
    - フレデリック：小栗旬
    - インガ：瀧本美織
    - ケンプ警部：ムロツヨシ
    - アイゴール：賀来賢人
    - ブリュッハー：保坂知寿
    - モンスター：吉田メタル
    - ヴィクター：宮川浩
    - エリザベス：瀬奈じゅん
3. ↑  2018年6月7日から13日までウエストエンドスタジオで上演された[3]。上演台本・演出を鐘下辰男が担当。
4. ↑  2017年1月8日から29日まで日生劇場、2月2日から5日まで梅田芸術劇場 メインホール、2月10日から12日までキャナルシティ劇場、2月17日・18日に愛知県芸術劇場 大ホールで上演された[4]。潤色・演出は板垣恭一、訳詞は森雪之丞、音楽監督は島健、振付は黒田育世が担当。メインキャスト全員が一人二役である。
  - キャスト
    - ビクター・フランケンシュタイン / ジャック： 中川晃教、柿澤勇人
    - アンリ・デュプレ / 怪物：加藤和樹、小西遼生
    - ジュリア / カトリーヌ：音月桂
    - ルンゲ / イゴール：鈴木壮麻
    - ステファン / フェルナンド：相島一之
    - エレン / エヴァ：濱田めぐみ
5. ↑  2017年上演作品の再演。2020年1月8日から30日まで日生劇場、2月14日から16日まで愛知県芸術劇場 大ホール、2月20日から24日まで梅田芸術劇場 メインホールで上演された[5]。
  - キャスト
    - ビクター・フランケンシュタイン / ジャック：中川晃教、柿澤勇人
    - アンリ・デュプレ / 怪物：加藤和樹、小西遼生
    - ジュリア / カトリーヌ：音月桂
    - ルンゲ / イゴール：鈴木壮麻
    - ステファン / フェルナンド：相島一之
    - エレン / エヴァ：露崎春女
6. ↑  2025年4月10日から30日まで東京建物 Brillia HALL、5月5日・6日に愛知県芸術劇場 大ホール、5月10日・11日に水戸市民会館グロービスホール、5月17日から21日まで神戸国際会館 こくさいホールにて上演[6]。
  - キャスト
    - ビクター・フランケンシュタイン / ジャック：中川晃教、小林亮太
    - アンリ・デュプレ / 怪物：加藤和樹、島太星
    - ジュリア / カトリーヌ：花乃まりあ
    - ルンゲ / イゴール：鈴木壮麻
    - ステファン / フェルナンド：松村雄基
    - エレン / エヴァ：朝夏まなと
7. ↑  2021年10月9日から17日まで東京芸術劇場 シアターイーストで上演された[7]。脚本・演出は三浦直之。
8. ↑  2022年1月7日から16日まで紀伊國屋サザンシアター TAKASHIMAYA、1月20日から23日までCOOL JAPAN PARK OSAKA TTホールで上演された。脚本は岡本貴也、演出は錦織一清、主演は七海ひろき[8]。
  - キャスト
    - 麗しき怪物：七海ひろき
    - ビクター・フランケンシュタイン：岐洲匠
    - アガサ：彩凪翔